# Geophis fulvoguttatus
Espèce
Statut de conservation UICN

 EN B1ab(iii) : En danger
Geophis fulvoguttatus  est une espèce de serpents de la famille des Dipsadidae.

## Répartition
Cette espèce se rencontre entre 1 680 et 2 200 m d'altitude.
- au Salvador dans le département de Santa Ana ;
- au Honduras dans les départements d'Ocotepeque et de Copán.

## Publication originale
- Mertens, 1952 : Weitere neue Reptilien aus El Salvador. Zoologischer Anzeiger, vol. 149, p. 133-138.